# Desmocladus glomeratus
Desmocladus glomeratus är en gräsväxtart som beskrevs av Kingsley Wayne Dixon och Kathy A. Meney. Desmocladus glomeratus ingår i släktet Desmocladus och familjen Restionaceae. Inga underarter finns listade i Catalogue of Life.